# Sanne Dekker
Sanne Monique Dekker (ur. 29 września 1993 w Tilburgu) – holenderska bobsleistka od 2014 roku reprezentująca Austrię, brązowa medalistka mistrzostw świata i złota medalistka igrzysk olimpijskich młodzieży.

## Kariera
Największy sukces w karierze osiągnęła w 2016 roku, kiedy wspólnie z kolegami i koleżankami z reprezentacji zdobyła brązowy medal w zawodach drużynowych na mistrzostwach świata w Igls. Na tej samej imprezie, w parze z Christiną Hengster zajęła także szóste miejsce w dwójkach. Ponadto na rozgrywanych w 2012 roku igrzyskach olimpijskich młodzieży w Innsbrucku wywalczyła złoty medal. W zawodach Pucharu Świata zadebiutowała 13 listopada 2013 roku w Calgary, zajmując piętnaste miejsce. Jak dotąd nie startowała na igrzyskach olimpijskich.